# Krigets vindar (1983)
Krigets vindar (engelska: The Winds of War) är en amerikansk miniserie i sju delar från 1983 i regi av Dan Curtis, med manus av Herman Wouk. I huvudrollerna ses bland andra Robert Mitchum, Polly Bergen och Jan-Michael Vincent. Serien hade premiär i USA den 6 februari 1983 och i Sverige den 24 augusti 1985. Den fick uppföljaren Krig och hågkomst (1988–1989).

## Handling
Historien kretsar kring den amerikanska militärfamiljen Henry. Pappa Victor ”Pug”, nyutnämnd marinattaché i Berlin, hans hustru Rhoda och de tre barnen Warren, Byron och Madeline.
Genom familjen Henry och deras närmaste skildras andra världskrigets fortskridande, från upptakten våren 1939, fram till den förödande attacken mot Pearl Harbor i december 1941.

## Om serien
Herman Wouk var till en början skeptisk till att göra en miniserie av sin roman, men sade till slut ja. Wouk skrev själv manuset till serien.
Serien blev enormt populär världen över, vilket föranledde en uppföljare vid namn Krig och hågkomst (War and Remembrance) som baserade sig på Herman Wouks roman med samma namn och som utspelar sig åren 1941-1945.

## Rollista i urval
- Robert Mitchum – Victor ”Pug” Henry
- Polly Bergen – Rhoda Henry
- Jan-Michael Vincent – Byron Henry
- Ali MacGraw – Natalie Jastrow
- Ben Murphy – Warren Henry
- Lisa Eilbacher – Madeline Henry
- Peter Graves – Palmer ”Fred” Kirby
- John Houseman – Aaron Jastrow
- David Dukes – Leslie Slote
- Ralph Bellamy – President Franklin D. Roosevelt
- Victoria Tennant – Pamela Tudsbury
- Jeremy Kemp – Brig. General Armin von Roon
- Chaim Topol – Berel Jastrow
- Günter Meisner – Adolf Hitler
- Anton Diffring – Joachim von Ribbentrop
- Reinhard Kolldehoff – Hermann Göring
- Howard Lang – Winston Churchill
- Wolfgang Preiss – fältmarskalk Walther von Brauchitsch

### Fotnoter
1. ↑  'The Winds of War' turns epic events into soap opera (på engelska), The Christian Science Monitor, 4 februari 1983, läs online.[källa från Wikidata]